# Давай одружимося (фільм, 1960)
Давай одружимося (англ. Let's Get Married) — британська комедія 1960 року режисера Пітера Грехема Скотта. В головних роляз Ентоні Ньюлі та Енн Обрі. Це історія про студента-медика, якого виключають з університету, через що вийде працювати у пральні та врешті починає серйозні романтичні стосунки з моделлю. 
У фільмі Ньюлі співає пісню "Do You Mind", яка того ж року потрапила на перше місце британського хіт-параду.

## У ролях
- Ентоні Ньюлі - Дікі Бьорд
- Енн Обрі - Енн Лінтон
- Берні Вінтерс - Берні
- Герміона Бадделі - місіс О'Грейді
- Джеймс Бут - фотограф
- Джек Гвіллім - доктор Сондерс
- Лайонел Джеффріс - Марш
- Діана Клер - Глед
- Джон Ле Месюр'є - декан
- Віктор Маддерн - керівник робіт
- Джойс Кері - міс Фінч
- Сідней Тафлер - Пендл
- Бетті Марсден - міс Каплан
- Кардью Робінзон - продавець
- Мейєр Цельникер - Шутцбергер
- Ніколас Парсонс - офіцер RAF
- Пол Вітсун-Джонс - дядько Герберт
- Маргарет Тайзак - медсестра персоналу

## Зовнішні посилання
- Давай одружимося на сайті IMDb (англ.)